# Dorna (Stadtroda)
Dorna ist ein Ortsteil der Kleinstadt Stadtroda im Saale-Holzland-Kreis in Thüringen.

## Geografie
Dorna befindet sich östlich von Stadtroda und liegt nördlich hinter Quirla und der Bundesautobahn 4. Es hat über eine Ortsverbindungsstraße mit Quirla und über die Landesstraße 1076  mit Stadtroda und dem Umfeld Anschluss. Die Höhenlage ist etwa 290 m über NN.

## Geschichte
Am 24. August 1227 wurde der Ort erstmals urkundlich erwähnt.
Westlich von Dorna befindet sich auf der Streitkuppe eine Wallanlage aus dem Mittelalter. Sie ist durch Wälle und Gräben in zwei größere Teilflächen gegliedert. Die Anlage wird auch Schwedenschanze genannt.
Am 1. Januar 2019 wurde Dorna zusammen mit Quirla, zu dem es bis dahin gehörte, nach Stadtroda eingemeindet.